# Mali Bukovec (żupania varażdińska)
Mali Bukovec – wieś w Chorwacji, w żupanii varażdińskiej, w gminie Mali Bukovec. W 2011 roku liczyła 729 mieszkańców.